# Al-Hayat Media Center
Al-Hayat Media Center (em árabe: مركز الحياة للإعلام) é um braço de mídia do Estado Islâmico. Foi criado em meados de 2014 e tem como alvo audiências internacionais (não árabes), diferentemente de outras divisões de mídia do grupo que focam no público árabe. Ele produz materiais, principalmente Nasheeds, em inglês, alemão, russo, urdu, indonésio, turco, bengali, chinês, bósnio, curdo, uigur e francês.